# Horse Island (Summer Isles)
Horse Island ist eine flachliegende, unbewohnte Insel der Summer Isles (Innere Hebriden) an der Nordwestküste Schottlands.

## Etymologie
Im Schottisch-Gälischen wird die Insel als Eilean nan Each bezeichnet. Das maskuline Substantiv eilean bedeutet „Insel“. Das maskuline Substantiv each ist ein „Pferd“ und nan der bestimmte Artikel „der, die, das“. Nan ist der Genitiv Plural. Eilean nan Each kann damit als „Insel der Pferde“ oder auch als „Pferdeinsel“ wiedergegeben werden – entsprechend dem Englischen „horse island“.

## Geographie
Horse Island ist nur knappe 1300 Meter vom Festland (der Coigach-Halbinsel) entfernt und wird durch den Horse Sound von ihm abgetrennt. Der Insel gegenüber liegen die Ansiedlungen Achiltibuie, Badenscaillie und Polglass. Im Südosten ragt der Ben More Coigach im Hintergrund auf.
Die Insel besteht in Wirklichkeit aus zwei Inseln – der wesentlich größeren Hauptinsel im Süden und der kleinen Insel Meall nan Gabhar („Ziegenhügel“) im Norden. Die beiden Inseln werden durch eine nur 60 Meter breite Meerenge voneinander getrennt, die bei Niedrigwasser überquert werden kann. Die Nord-Süd-orientierte Hauptinsel ist zirka 700 Meter breit und 1350 Meter lang. Die kleine Nordinsel ist in die Südsüdost-Richtung gestreckt und wird maximal 350 Meter breit und 500 Meter lang. Der Hauptinsel ist an der Südspitze noch ein kleines Felsenriff vorgelagert – Iolla Mhòr.
Die höchste Erhebung erreicht im Sgùrr nan Uan („Lämmergipfel“) 60 Meter im Südosten der Hauptinsel und wird von einem schönen Cairn markiert.
Horse Island besitzt zahlreiche Höhlen an der Küste, die sich vorrangig in den Sandsteinen der Stoer Group gebildet haben und größeren Klüften folgen. Für Kajakfahrer natürlich eine Freude. Beispiele sind South East Cave, Horse Island Arch, The Horse squeeze, Diagonal Crack, Northwest Bay Cave (am Kontakt Grundgebirge/Stoer Group) und Acairseid Eòin (im Grundgebirge).

## Geologie

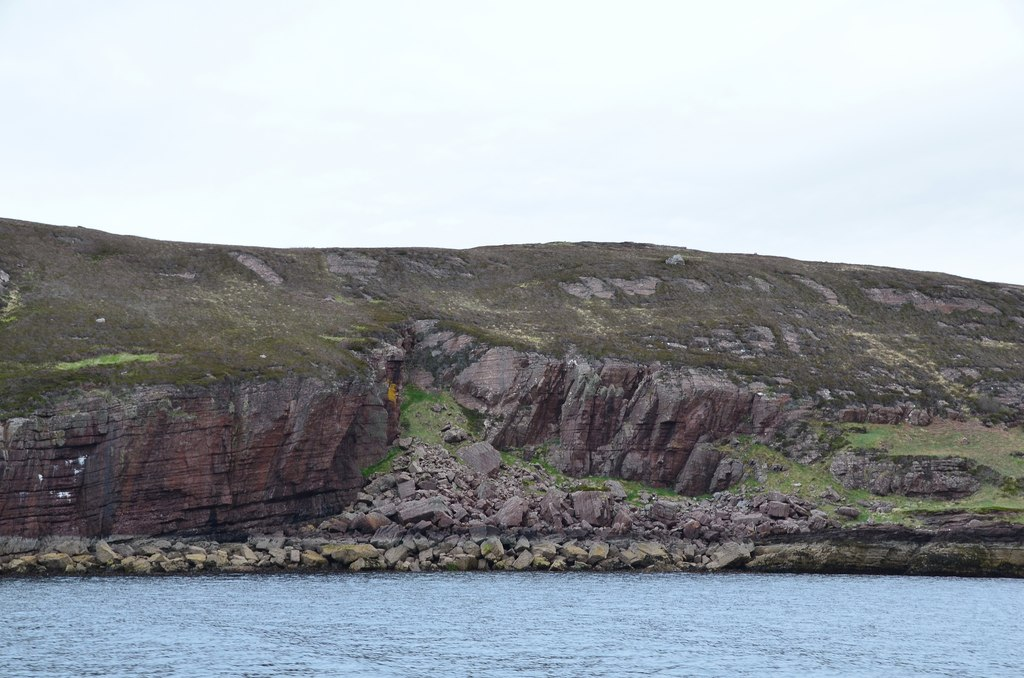
Blocksturz in der Stoer Group an der Südostseite der Südinsel

Auf Horse Island erscheint das polymetamorphe Grundgebirge des Archaikums. Dies sind vorwiegend TTG-Orthogneise, die einige Amphibolitgänge der Scourie dykes aufweisen. Die Gänge streichen in nordwestlicher Richtung. Die Nordinsel wird bis auf ein kleines Sedimentband  am Nordrand vollkommen vom Grundgebirge aufgebaut und auch der Nordteil der Hauptinsel besteht aus Grundgebirge. Ein kleines Vorkommen findet sich ferner auf der Ostseite der Hauptinsel unterhalb der höchsten Erhebung. Strukturell befinden wir uns im Hebriden-Terran, genauer im Gruinard-Terran.
Die südlichen zwei Drittel der Hauptinsel lagern auf der proterozoischen Stoer Group. Hierbei handelt es sich um Brekzien und Konglomerate an der Basis, welche aus dem anstehenden Grundgebirge hervorgegangen waren. Darüber legen sich rötliche Sandsteine und schräggeschichtete rote Sandsteine, die teils gerundete Quarzitgerölle führen. Die Sedimente der Stoer Group streichen vorwiegend Nordnordost und zeigen ein Einfallen von  10 bis 21° nach Westnordwesten. Das Felsenriff im Süden Iolla Mhòr gehört ebenfalls zur Stoer Group, und auch der Nordrand von Meall nan Gabhar.

## Ozeanographie

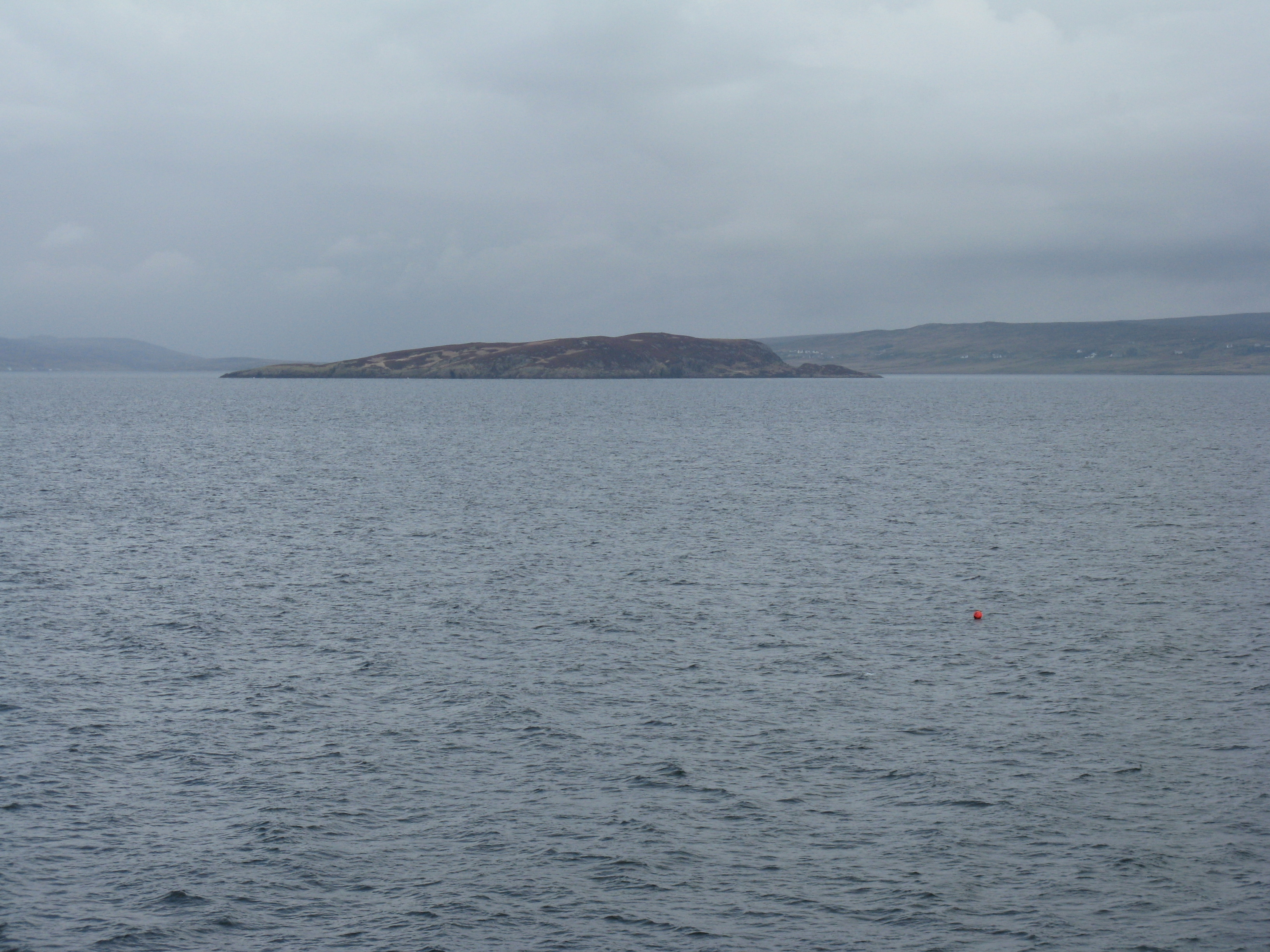
Horse Island von Süden

Die Ostseite von Horse Island in Richtung Festland hat recht geringe Wassertiefen. Es legt sich aber eine rund 60 Meter erreichende Eintiefung in etwa mittig zum Festland – sowohl auf der Nord- als auch auf der Ostseite grabenartig um die Insel herum. Westlich der Insel liegt das bis zu 100 Meter tiefe Tanera Basin. Südlich der Insel zieht die nach Nordwesten streichende Martin Bank vorbei. Sie erreicht etwa 35 bis 55 Meter Wassertiefe und wird von zahlreichen, oszillierenden Rückzugsmoränen des British Irish Ice Sheets in nordöstlicher Richtung gequert. Die Martin Bank ist ein von den BIIS-Eismassen stromlinienförmig herausskulpturierter Rücken, der von der Nordwestseite der Isle Martin in nordwestlicher Richtung bis südlich von Tanera Mòr reicht. Die Moränen werden dem 15.500 Jahre alten Loch Lomond Readvance zugeordnet und setzen sich auf dem Festland bei Achiltibuie und auf der Westseite des Ben More Coigachs fort.

## Ökologie
Horse Island ist wegen seiner Abgeschiedenheit ein herrliches Beispiel für tiefe Grasweiden, die praktisch nicht abgeweidet sind, für Heiden, Moose, Wollgräser, Flechten und Wildblumen. Einzige bauliche Überreste sind jetzt niedrige Trockensteinmauern, die als Windschutz für die Schafe errichtet wurden.
Unter den Vögeln sind natürlich Möwen anzuführen.
Die Gewässer um Horse Island sind integraler Bestandteil des Wester Ross Marine Protected Area.

## Geschichtliches
Horse Island war einst bewohnt, jetzt weidet hier nur noch eine Herde von Wildziegen. Im frühen 19. Jahrhundert wurden zwar keine Volkszählungen durchgeführt, es wurden aber die damaligen Gebäude aufgelistet.